# Botia dario
Botia dario (Hamilton, 1822) chiamato come cobite asiatico è un pesce di acqua dolce appartenente alla famiglia Cobitidae e alla sottofamiglia Botiinae.

## Descrizione
Presenta un corpo arcuato sul dorso e appiattito sul ventre; non supera i 15 cm. La colorazione è giallastra a fasce scure, presenti anche sulle pinne; sulla pinna caudale, ci sono 2-3 striature scure.

## Biologia

### Comportamento
Forma piccoli gruppi.

### Alimentazione
È onnivoro.

## Distribuzione e habitat
È diffuso nei fiumi di Bhutan, India e Bangladesh.

## Conservazione
Anche se è minacciato dal degrado del suo habitat e perché viene catturato per essere allevato in acquario, è ancora molto comune, tanto da essere la specie più diffusa nel suo genere.